# Bolotbek Chamchiev
Bolotbek Tolenovitch Chamchiev (en russe : Болотбек Толенович Шамшиев) est un cinéaste soviétique de nationalité kirghize né le 12 janvier 1941 à Frounzé en RSS kirghize (Union soviétique) et mort le 21 décembre 2019 dans la même ville.

## Biographie
Formé entre 1959 et 1964 à l'Institut d'État de la Cinématographie de l'URSS (VGIK), prestigieuse école de cinéma de Moscou, dans l'atelier d'Alexandre Zgouridi (Александр Згуриди), Bolotbek Chamchiev réalise son premier court-métrage documentaire, Manastchi, en 1966. Il y présente l'œuvre du célèbre conteur de l'épopée kirghize Manas, Sayakbay Karalaïev.
Il a pourtant débuté au cinéma en tant qu'interprète du rôle principal dans le film Chaleur torride de Larissa Chepitko, récompensé par le diplôme pour le meilleur début au festival des pays d’Asie centrale à Douchanbé (1963).
Aux côtés de Tolomouch Okeev et du cinéaste Mélis Ouboukeev, il représente la première génération de cinéastes issus de la petite république soviétique kirghize. La production cinématographique au Kirghizistan remonte en effet à la Seconde Guerre mondiale, au cours de laquelle les studios de Moscou furent déplacés en partie vers Frounzé. Mais c'est seulement à partir des années 1960 que se développe un cinéma propre à la culture kirghize et qui sera couronné du terme de « miracle kirghize » en Union soviétique. Les travaux de ces jeunes cinéastes, dont Bolotbek Chamchiev, feront connaître le cinéma kirghize dans le monde entier.
Chamchiev est l'auteur de nombreux films qui ont fait le tour du monde et marqué la culture de l'Asie centrale, adaptant notamment des romans et nouvelles de l'écrivain kirghize Tchinguiz Aïtmatov.
On lui doit également la révélation de Suymenkoul Tchokmorov, interprète kirghize du film soviéto-japonais Dersou Ouzala d'Akira Kurosawa en 1975. Tchokmorov a fait son début au cinéma dans le film de Chamchiev Coup de feu au col de Karach, réalisé à partir du récit de l'écrivain kazakh Mukhtar Auezov Un incident à Kara-Karach et qui fera connaître Tchokmorov au public soviétique et occidental. On doit également à Chamchiev la révélation des artistes célèbres comme Sabira Kumuchalieva, Aiturgan Temirova et Orozbek Kutmanaliev.
Bolotbek Chamchiev était député du parlement national (1985-1995). Après la chute de l'Union soviétique, il était ministre du tourisme (1998-1999), ambassadeur du Kirghizistan dans les pays arabes du Golf (1999-2001), avant de rejoindre l'opposition au président Askar Akaïev. De 2005 à 2007, il était conseiller du président de la République, Kourmanbek Bakiev.
Bolotbek Chamchiev est l'auteur de nombreux projets culturels à grande échelle. Il est metteur en scène du spectacle de masse en plein air consacré au chant épique kirghize Manas à l’occasion de son anniversaire en 1995. Il est organisateur de la course de chevaux pour 1 000 miles d'Achgabat (capitale du Turkménistan) à Talas (chef-lieu de province kirghize), à l'occasion de la célébration des 1 000 ans d'existence du champ épique kirghize Manas. Il est le fondateur de la Fédération internationale de Kok Boru, version moderne du jeu traditionnel équestre des peuples d'Asie centrale bouzkachi. Les nouvelles règles (avec deux équipes et deux « buts ») sont élaborées par Bolotbek Chamchiev au début des années 1990 en vue de la modernisation et de l'intégration de ce jeu dans le registre olympique.
En juillet 2009, Bolotbek Chamchiev travaille sur son nouveau film Les Fantômes de la forêt de noyers, dont la sortie était initialement prévue pour le début de 2010. Il s'agit d'une fiction dramatique au cœur des gigantesques forêts de noyers au sud du Kirghizistan reflétant la crise de la société kirghize d'aujourd'hui.

## Filmographie

### Réalisateur et scénariste
- 1965 : Le Manastchi (Манасчи)
- 1966 : Le Berger (Чабан)
- 1968 : Coup de feu au col Karach (ru) (Выстрел на перевале Караш)
- 1971 : Les Pavots rouges d'Issyk-Koul (ru) (Алые маки Иссык-Куля)
- 1974 : L'Écho de l'amour (ru) (Эхо любви)
- 1975 : Le Bateau blanc (Белый пароход) (avec Tchinguiz Aïtmatov)
- 1977 : Parmi les gens (Среди людей)
- 1979 : Les Premières Cigognes (ru) (Ранние журавли) (avec Tchinguiz Aïtmatov)
- 1983 : La Fosse aux loups (Волчья яма)
- 1986 : Les Tireuses d'élite (ru) (Снайперы)
- 1988 : L'Ascension du Fuji-Yama (Восхождение на Фудзияму)

## Distinctions
- Artiste du peuple du Kirghizistan (1975)
- Artiste du peuple de l'URSS (1991)
- Lauréat du prix d'État de l'URSS (1977) pour le film Le Bateau blanc
- Chevalier de l'ordre de Manas II (2006) et Manas III (1995)
- Lauréat des prix pour la contribution au cinéma international à Moscou (2008), Kazan (2008) et Astana (2007)
- Professeur honoris causa de l'Académie Jurgenov des Arts (Almaty, Kazakhstan) et de l'Académie du cinéma d'Eurasie (Moscou)